# Lepidiota argentea
Lepidiota argentea är en skalbaggsart som beskrevs av Britton 1978. Lepidiota argentea ingår i släktet Lepidiota och familjen Melolonthidae. Inga underarter finns listade i Catalogue of Life.